# Audulf (Bayern)
Audulf (* um 760; † 818) war ein ostfränkischer Adeliger, der zunächst Graf des Taubergaus und ab 799 zudem als Nachfolger Gerolds zweiter fränkischer Statthalter (Präfekt) von Baiern war.
In seiner Präfektenfunktion vertrat er die karolingischen Könige, die Baiern nach der Absetzung Tassilos III. 788 als Provinz ihrem Reich angegliedert hatten: er hielt Provinzialversammlungen sowie Gerichtstage ab und führte das bairische Heer an.